# Inwałd
Inwałd is een dorp in de Poolse woiwodschap Klein-Polen. De plaats maakt deel uit van de gemeente Andrychów en telt 3202 inwoners.

## Verkeer en vervoer

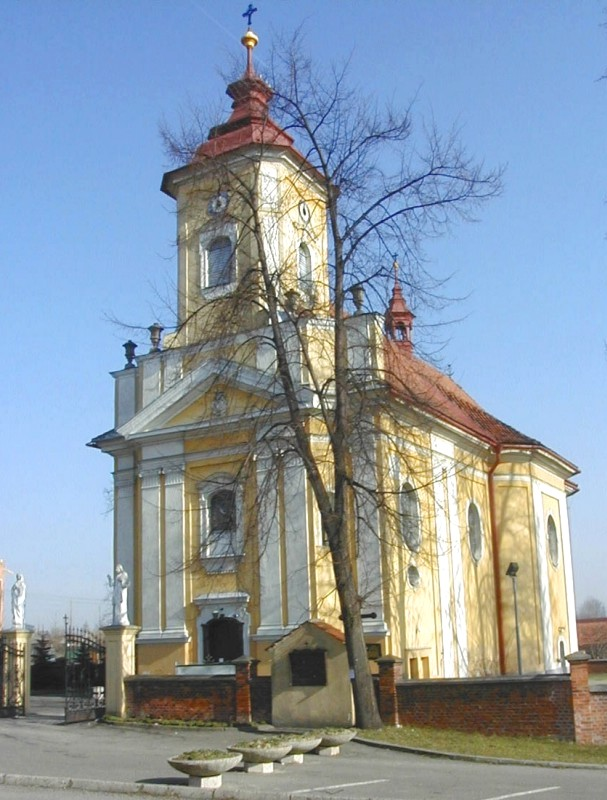

- Station Inwałd